# Penagos
Penagos – gmina w Hiszpanii, w prowincji Kantabria, w Kantabrii, o powierzchni 31,68 km². W 2011 roku gmina liczyła 1929 mieszkańców.